# Rue du Bac (Paris metro)
Rue du Bac är en tunnelbanestation i Paris metro för linje 12 i 7:e arrondissementet. Stationen öppnades 1910 och är belägen under Boulevard Raspail. Stationen har fått sitt namn av Rue du Bac, uppkallad efter den färja (franska: bac), vilken under 1500-talet över Seine transporterade stenblock från Quai Voltaire i samband med uppförandet av Palais des Tuileries.

## Omgivningar
- Saint-Thomas-d'Aquin
- Chapelle Notre-Dame-de-la-Médaille-Miraculeuse
- Chapelle de l'Épiphanie
- Jardin de Sciences Po

## Bilder
| - Tunnelbanestationen Rue du Bac. - Gatuskylt för Rue du Bac. - Saint-Thomas-d'Aquin. |

| - Chapelle Notre-Dame-de-la-Médaille-Miraculeuse – interiören. - Chapelle de l'Épiphanie. - Jardin de Sciences Po. |